# Možje in žene
Možje in žene (angleško Husbands and Wives) je ameriški komično-dramski film iz leta 1992, ki ga je režiral in zanj napisal scenarij Woody Allen. V glavnih vlogah poleg njega nastopajo še Mia Farrow, Sydney Pollack, Judy Davis, Lysette Anthony, Juliette Lewis, Liam Neeson in Blythe Danner. Zgodba se osredotoči na dve para, Jacka (Pollack) in Sally (Davis) ter Gaba (Allen) in Judy (Farrow).
Film je bil dobro ocenjen s strani kritikov in ga občasno uvrščajo med Allenova najboljša dela. Nominiran je bil za dva oskarja, za najboljšo žensko stranko vlogo (Davis) in najboljši scenarij, za slednje je Allen prejel tudi nagrado BAFTA. Premierno je bil prikazan kmalu po koncu romantične in poslovne zveze med Allenom in Mio Farrow, to je bil njun trinajsti in zadnji skupni film. Carlo Di Palma ga je posnel z ročno kamero v slogu dokumentarnega filma, zgodbo prekinjajo intervjuji z glavnimi liki.

## Vloge
- Woody Allen kot Gabe Roth
- Mia Farrow kot Judy Roth
- Judy Davis kot Sally Simmons
- Sydney Pollack kot Jack Simmons
- Juliette Lewis kot Rain
- Liam Neeson kot Michael Gates
- Lysette Anthony kot Sam
- Cristi Conaway kot Shawn Grainger
- Timothy Jerome kot Paul
- Ron Rifkin kot Richard
- Bruce Jay Friedman kot Peter Styles
- Jeffrey Kurland kot pripovedovalec
- Benno Schmidt as Judyjin nekdanji mož
- Nick Metropolis as televizijski znanstvenik